# تپه قپان
تپه قپان یا تپه قاپان تپه‌ای باستانی واقع در شهر شاهین‌دژ است.
این تپه باستانی در طول حمله مغول به ایران توسط افراد محلی بازسازی و ساخته شده است. در طول حفاری‌های مختلف مشخص شد که این تپه قدمتی حدود ۸۰۰۰ سال دارد.

## درباره
در حفاری‌های صورت‌گرفته در سال ۱۳۸۸ بر روی این تپه که به روش لایه‌نگاری پله‌ای انجام شد و از نقطهٔ ثابت تا خاک بکر نزدیک به ۲۴ متر لایه‌نگاری شده، دوره‌های اسلامی، ساسانی، مانایی، عصر آهن، برنز۳٬۲ و ۱، کالکولیتیک (عصر مس و سنگ) جدید، میانی و قدیم، و نیز عصر نئولیتیک (نوسنگی) شناسایی شد که قدیمی‌ترین لایهٔ استقرار این محوطهٔ مربوط به دورهٔ نوسنگی است که قدمت آن ۸۰۰۰ سال تخمین زده می‌شود. در حفاری‌های سال ۱۳۸۵ ظروف سفالی زرین‌فام متعلق به قرون سوم و چهارم هجری به دست آمد که نشانگر جایگاه این محوطه به‌عنوان یکی از مراکز مهم ساخت سفالینه‌های زرین‌فام است. یکی از ظروف مکشوفه از این منطقه که در آن شاهینی در حال شکار گوزن به تصویر آمده و کتیبه‌ای به خط کوفی با مضمون آرزوی یُمن و برکت برای صاحب ظرف بر روی آن حک شده. در سال ۸۷ به‌عنوان نماد دهمین گردهمایی بین‌المللی باستان‌شناسی ایران که در هرمزگان برگزار شد، انتخاب شده بود.

## نگارخانه

تصویر نسبتا قدیمی از تپه قپان در سال ۱۲۶۹ شمسی

ظروف سفالی مکشوفه در این تپه